# Торвозавр
Торвозавр (Torvosaurus) — рід великих мегалозаврових тероподів, що жили приблизно 165—148 мільйонів років тому в келовейському і титонському періодах середнього та пізнього юрського періоду на території сучасних Колорадо, Португалії, Німеччини, а також, можливо, Англії, Іспанії, Танзанії та Уругваю. Він містить два нині визнаних види, голотипний Torvosaurus tanneri (1979), Torvosaurus gurneyi, а також третій неназваний вид з Німеччини.
Належить до родини Megalosauridae (частина Spinosauroidea), найближчий родич мегалозавра. Torvosaurus tanneri був великим, міцно складеним, двоногим хижаком, який сягав завдовжки коло 9 метрів і важив близько 2 тонн. T. tanneri був одним з найбільших наземних хижаків свого часу, поряд з Epanterias і Saurophaganax (які можуть бути синонімами алозавра).
Зразки Torvosaurus gurneyi досягали 10—11 метрів у довжину і 4—5 тонн маси тіла, що свідчить про те, що він був набагато більшим за T. tanneri, що робило його найбільшим наземним хижаком в Європі наприкінці юрського періоду.

## Історія відкриття

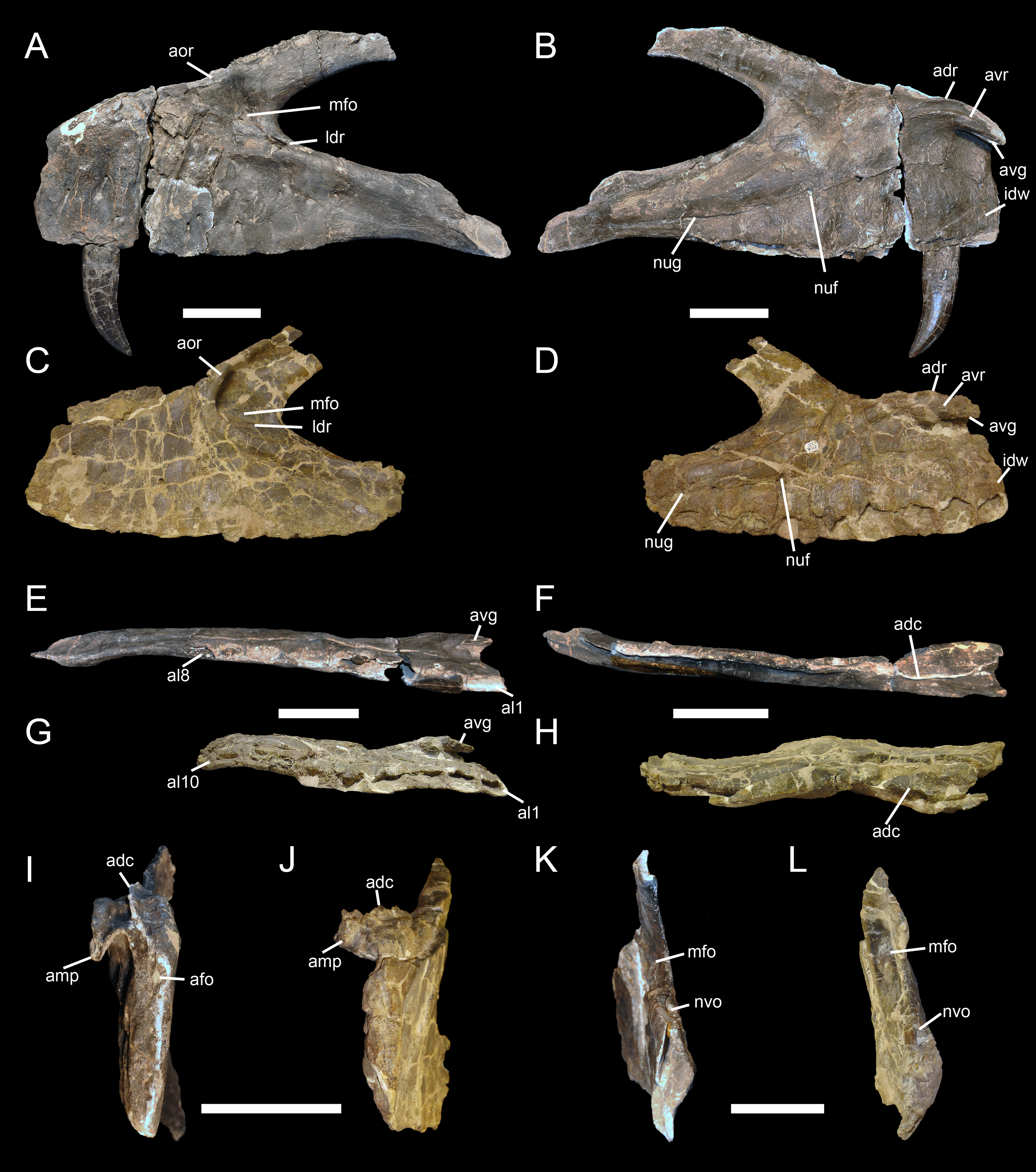
Порівняння верхніх щелеп T. gurneyi та T. tanneri

Скам'янілі рештки торвозавра були знайдені в Північній Америці, Португалії, Німеччині, а також, можливо, в Англії, Іспанії, Танзанії та Уругваї. Перші знайдені рештки торвозаврів, були виявлені в 1899 році Елмером Ріггсом у «Замерзлих пагорбах» на південному сході Вайомінгу, за 18 кілометрів на північний захід від Медсін-Бау. Матеріал складався з частини лівої ступні та правої руки, і вони були доставлені до музею природничої історії Філда в Чикаго, де зберігалися до повторного відкриття близько 2010 року. Зразок був віднесений до виду Torvosaurus tanneri після його опису у 2014 р..
У формації Тендагуру в Танзанії було знайдено рештки великого теропода, який, як тепер вважають, належав до торвозаврів, і був названий Вернером Яненшем «Megalosaurus ingens» у 1920 році на основі зразка зуба, завдовжки 12 сантиметрів, з Німецької Східної Африки (нині Танзанія). Згодом він був перекласифікований як ймовірний представник Carcharodontosauridae, перш ніж був перекласифікований назад як ймовірний представник роду Torvosaurus у 2020 р..

## Опис

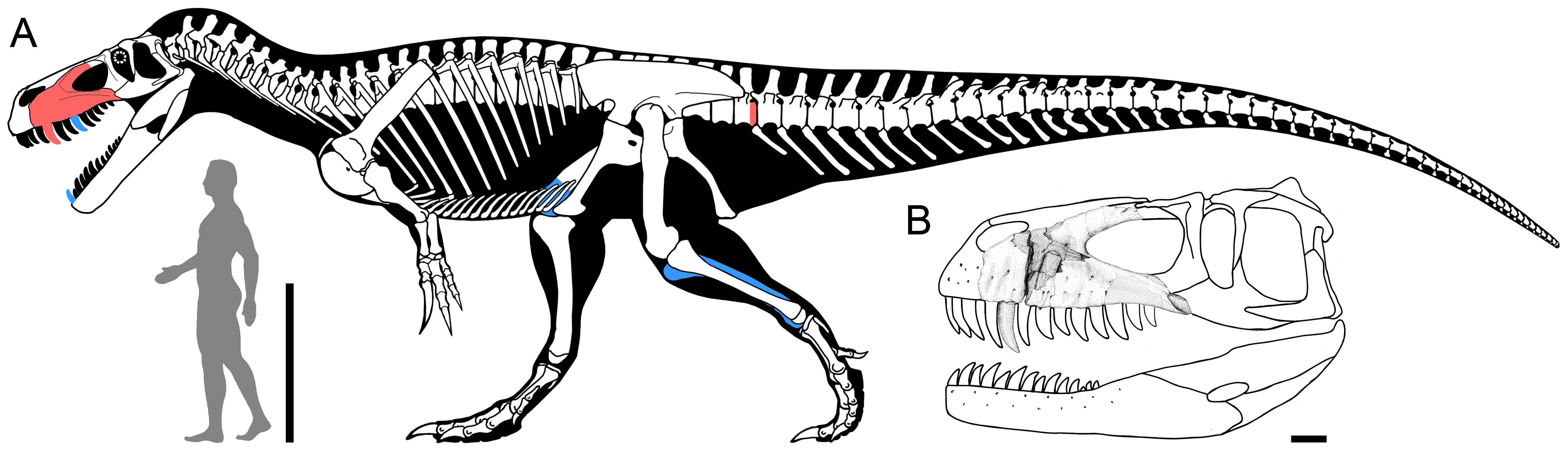
Розміри T. gurneyi у порівнянні з людиною

Торвозавр був дуже великим і міцним хижим динозавром, максимальна довжина тіла якого сягала 10—11 метрів, а маса — 4—5 тонн для португальського виду T. gurneyi, що робить його одним з найбільших наземних хижаків Юрського періоду. Були висунуті припущення про ще більші розміри американського виду T. tanneri — до 12 м у довжину і понад 4 т на основі неповних решток Edmarka rex і Brontoraptor. Однак ці твердження щодо T. tanneri, швидше за все, помилкові, оскільки виявлені рештки T. tanneri вказують на те, що вони досягали дорослих розмірів — 9 метрів завдовжки й приблизно 2 тонни маси тіла. Крім того, зразкам Edmarka rex і Brontoraptor бракує детальних аналізів, щоб перевірити, чи дійсно вони належать до T. tanneri.

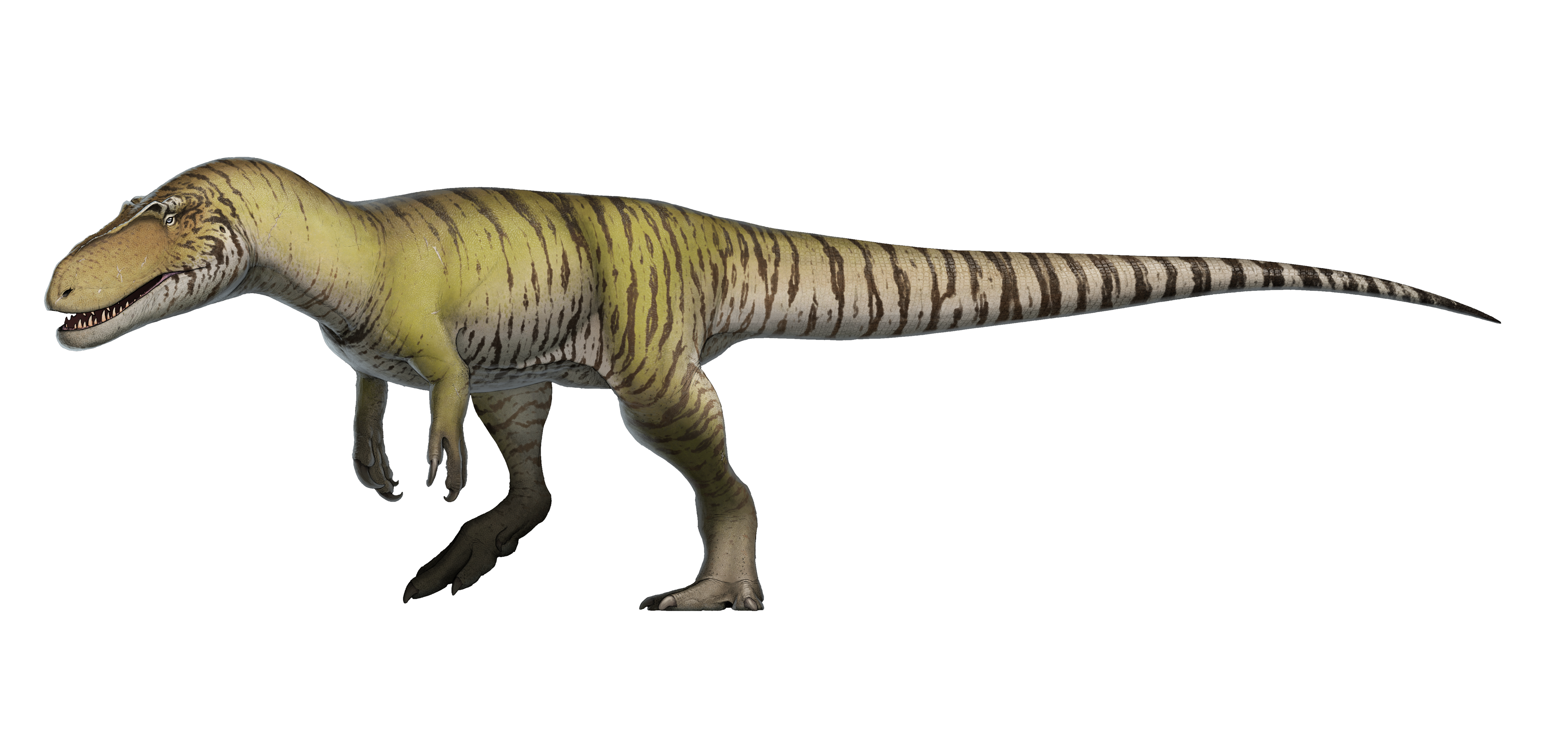
Художня реставрація T. tanneri

Серед ознак, за якими спочатку розрізняли T. gurneyi та T. tanneri, є кількість зубів, а також розмір і форма рота. У той час як верхня щелепа T. tanneri містить понад 11 зубів, у T. gurneyi їх менше. Однак пізніше (2017 рік) дослідження нової правої верхньої щелепи, яка, ймовірно, належить тій самій особині, що й голотип T. gurneyi, визначило, що, хоча ці два види можна розрізнити на основі морфології медіальної стінки верхньої щелепи та міжзубних пластинок, ймовірно, менша кількість верхньощелепних зубів у португальської форми може бути артефактом консервації, оскільки на цей час неможливо дізнатися точну кількість зубів у повній верхній щелепі.
Торвозавр мав видовжену, вузьку морду з вигином у профілі трохи вище великих ніздрів. Передня кістка морди, премаксилія, містила три досить плоскі зуби, орієнтовані дещо назовні, причому передній край коронки зуба перекривав зовнішній бік заднього краю попередньої коронки. Верхня щелепа була високою і вміщувала щонайменше одинадцять досить довгих зубів.

## Палеобіологія

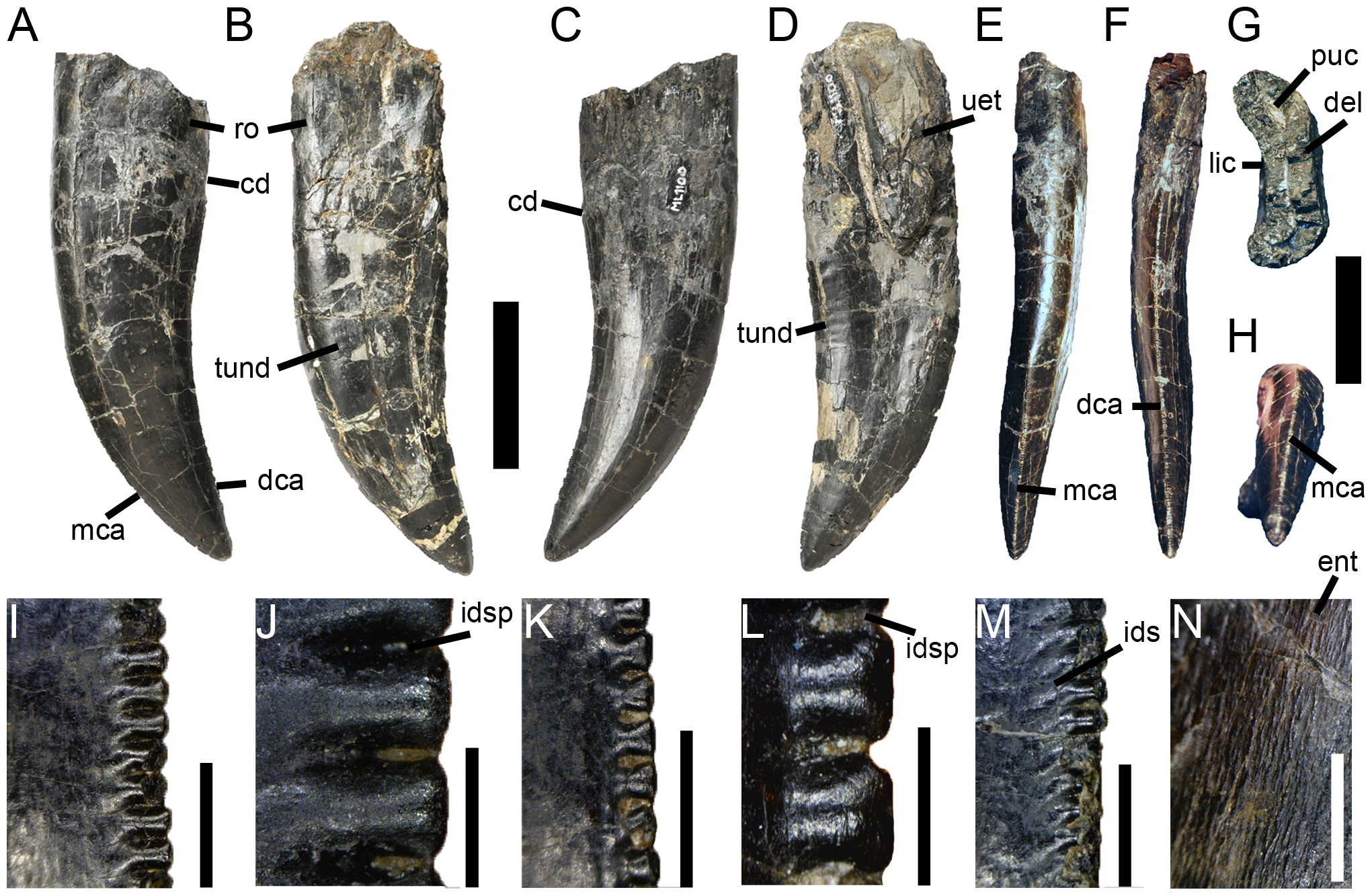
Зуби Torvosaurus gurneyi

### Відкладання яєць
Вивчення скам'янілих ембріонів торвозавра надає дослідникам інформацію про розвиток ембріона з плином часу, різні шляхи розвитку, присутні в родинах динозаврів, інформацію про репродуктивну поведінку динозаврів та їхню батьківську турботу. У 2013 році Араужо та ін. повідомили про знахідку зразка ML1188 — кладки роздроблених яєць динозаврів та ембріонального матеріалу, що належав торвозавру.  Це відкриття додатково підтверджує гіпотезу про те, що великі тероподи були яйцекладними, тобто відкладали яйця, а отже, ембріональний розвиток відбувався поза тілом самок динозаврів. Це відкриття зробив у 2005 році голландський мисливець-любитель Аарт Вален у формації Лурінья на заході Португалії у річкових прибережних відкладеннях, які відносяться до титонського періоду Юрського періоду, приблизно 152—145 млн років тому. Це відкриття є палеонтологічно важливим з кількох причин: 
- це найпримітивніші з відомих ембріонів динозаврів;
- це єдині відомі базальні ембріони тероподів;
- скам'янілі яйця та ембріони рідко знаходять разом;
- це перше свідчення одношарової шкаралупи у динозаврів-тероподів;
- воно дозволяє дослідникам пов'язати нову морфологію шкаралупи з остеологією певної групи динозаврів-тероподів[18].

Зразок зберігається в Музеї да Лурінья в Португалії. Оскільки яйця були покинуті за невідомих обставин, невідомо, чи надавав торвозавр батьківську опіку своїм яйцям і дитинчатам, чи покинув їх незабаром після відкладання. Втім, шкаралупа яєць має високу пористість, що забезпечує ефективний газообмін між зовнішнім і внутрішнім середовищами, що вказує на те, що яйця були заглиблені для інкубації в субстрат подібно до того, як відкладають яйця сучасні морські черепахи.